# 第345歩兵師団 (ベトナム陸軍)
第345歩兵師団（Sư đoàn 345 bộ binh）は、ベトナム人民軍（陸軍）の師団の1つ。元は後方警備担当の生産師団であり、他部隊に比し練度が低く、中越戦争時に一時壊滅した。

## 歴史
- 1977年4月 - 黄連山省柑塘地区において、黄連山省軍事指揮部所属の第121連隊を基盤に編成。一種の生産師団であり、総経済建設局に所属した。主要任務は、柑塘－ラオカイの道路の修復と辺境の開墾、柑塘燐鉱山の警備だった。初代師団長朱光徳大佐
- 1978年9月 - カンボジア侵攻の需要のため、歩兵師団に改編され、第2軍の指揮下に入った。この時、第118、第124歩兵連隊を補充され、第190砲兵連隊が新設された。ラオカイ方面の縦深防御を任務とした。
- 1979年2月 - 中越戦争勃発後、黄連山省軍事指揮部第192連隊と第254連隊の作戦を支援したが、中国人民解放軍により撃滅された。解放軍の柑塘攻略後、第345師団は潰走し、残余部隊は紅河両岸に撤退した。戦後、補充を受け、紅河東岸の棟光地区に駐屯し、新編の第6軍（後に第29軍に改称）に編入された。
- 1979年6月中旬 - ヴィンフック省軍事指揮部の第753歩兵連隊が第345師団に配属された。

中越戦争時、大損害を被り、重火器のほとんどを失った。特に第190砲兵連隊は兵員の40％が死傷し、第10大隊は全車両・火砲を失った。師団幹部の指揮能力も低く、戦線離脱の事例が見られ、師団長麻永蘭（後に第68軍司令官に昇任）の前線指揮所、第121連隊、第190連隊が波河南岸に逃亡し、戦後、軍法会議にかけられた。第121連隊長と副連隊長は部隊を離れた上に、所属部隊が潰走中に掠奪行為を働き、2個大隊の大隊長が解任された。

## 編制
- 第118歩兵連隊（Trung đoàn 118 bộ binh）
- 第121歩兵連隊（Trung đoàn 121 bộ binh）
- 第224歩兵連隊（Trung đoàn 224 bộ binh）
- 第190砲兵連隊（Trung đoàn 190 pháo binh）